# Ululodes nigripes
Ululodes nigripes is een insect uit de familie van de vlinderhaften (Ascalaphidae), die tot de orde netvleugeligen (Neuroptera) behoort. 
Ululodes nigripes is voor het eerst wetenschappelijk beschreven door Banks in 1943.